# Marie-Pierre Rixain
Marie-Pierre Rixain (ur. 18 stycznia 1977 w Saint-Cyr-l’École) – francuska polityk reprezentująca partię La République En Marche! W wyborach parlamentarnych w czerwcu 2017 r. została wybrana do francuskiego Zgromadzenia Narodowego, w którym reprezentuje departament Essonne.